# 村本周三
村本 周三（むらもと しゅうぞう、1915年（大正4年）2月8日 - 2011年（平成23年）11月27日）は、日本の経営者。第一勧業銀行頭取を務めた。広島県呉市出身。

## 経歴
1937年（昭和12年）に東京帝国大学経済学部を卒業後、第一銀行に入社した。
1965年（昭和40年）11月に取締役に選任され、1966年1月に常務、同年11月に専務を経て、1969年1月には三菱銀行との合併騒動に伴い役員に大量の辞職者が出た影響もあり、常務に抜擢。翌1970年11月には副頭取となる。1971年日本勧業銀行と合併し第一勧銀が発足。その後、1976年12月に頭取に就任した。1982年6月に、羽倉信也に頭取の座を譲って取締役相談役に退き、1989年から相談役に退いた。ほかに経済同友会幹事、東京商工会議所副会頭、日本銀行政策委員なども歴任した。
1979年（昭和54年）11月に藍綬褒章、1989年4月に勲一等瑞宝章を受章。
2011年11月27日老衰のため死去。96歳没。

## 人物
旧第一銀行出身の人物ながら、どういうわけか旧日本勧業銀行側の受けが抜群に良かった。1979年には、旧第一側の人事の都合で、頭取の座を副頭取の篠木達夫に譲るという報道が流れたことがあるが、当時名誉会長だった横田郁を始めとする旧勧銀出身者は全員村本支持に回り、「K（勧銀）側は挙げて君を応援している」とまで言われたほどだった（このため篠木との交代話は流れた）。